# Baddesley Clinton
Baddesley Clinton – wieś i civil parish w Anglii, w Warwickshire, w dystrykcie Warwick. W 2011 roku civil parish liczyła 182 mieszkańców.